# 몽세라도주

몽세라도주

몽세라도주(영어: Montserrado County)는 라이베리아 북서부에 위치한 주로 주도는 벤슨빌이며 면적은 1,909km2, 인구는 1,144,806명(2008년 인구 조사 기준), 인구 밀도는 599.7명/km2이다. 서쪽으로는 보미주, 북쪽으로는 봉주, 동쪽으로는 마르지비주와 접하며 남쪽으로는 대서양과 접한다. 4개 구를 관할한다.
라이베리아의 수도 몬로비아(인구 1,010,970명)가 위치한 주이며 라이베리아에서 인구가 가장 많은 주이자 면적이 가장 작은 주이기도 하다.